# Claudia Stolze
Claudia Stolze ist eine deutsch-britische Maskenbildnerin und Perückenmacherin.

## Leben
Claudia Stolze arbeitet seit den 1986 als Maskenbildnerin, in Hair und Make Up und Perueckenherstellung. Sie wuchs in Gelsenkirchen auf, wo sie 1982 an dem Ricarda-Huch-Gymnasium ihr Abitur ablegte. Anschließend studierte sie Russische Sprache und Literatur, Germanistik und Kunstgeschichte an der Ruhr-Universität Bochum, bevor sie sich umentschied und eine Ausbildung als Frisörin machte mit dem Ziel, Maskenbildnerin zu werden. Nach ihrer Ausbildung am Musiktheater im Revier und ihrer ersten Anstellung als fertig ausgebildete Maskenbildnerin an der Oper Bonn ging sie 1990 nach London, wo sie als Colourist und Hair Inserter und Peruecken-Macherin für Madame Tussauds arbeitete. Ab 1993 folgten fünf Jahre in München u. a. an der Bayerischen Staatsoper und dann als Stellvertretende Chef-Maskenbildnerin am Staatstheater Am Gärtnerplatz, bis sie sich endgültig in Großbritannien niederließ. Dort arbeitete sie unter anderem als Hair und Make Up Artist für die Royal Shakespeare Company und für die Pet Shop Boys. Von 2000 bis 2012 war sie als Head of Wigs and Make-Up for Opera and Ballett am Royal Opera House, Covent Garden engagiert.
Ab 2012 begann sie fast ausschließlich für Film und Fernsehen zu arbeiten. Sie war engagiert als Hair und Make Up Artist, unter anderem für Filme wie  Cinderella (2015), Kästner und der kleine Dienstag (2016), Vor uns das Meer (2017), Artemis Fowl (2020) und Enola Holmes (2020). Für ihre Arbeit an Emma erhielt sie gemeinsam mit Marese Langan und Laura Allen 2021 eine Oscar-Nominierung in der Kategorie Bestes Make-up und beste Frisuren.

## Filmografie
- 2000: Crazy
- 2010: Summer Dark
- 2015: Die Frau in Gold (Woman in Gold)
- 2015: Cinderella
- 2016: Kästner und der kleine Dienstag (Fernsehfilm)
- 2017: Vor uns das Meer (The Mercy)
- 2018: Trautmann
- 2020: Emma
- 2020: Artemis Fowl
- 2020: Enola Holmes